# Gordon (Alabama)
Gordon – miasto w Stanach Zjednoczonych, w stanie Alabama, w hrabstwie Houston. W roku 2023 miasto zamieszkiwało 297 osób, a gęstość zaludnienia wynosiła 35,4 osoby/km².